# Imran Khan (actor)
Imran Khan (nacido Imran Pal el 13 de enero de 1983) es un actor hindú-estadounidense, quién aparece en películas de lenguaje Hindi. Es sobrino del actor famoso Aamir Khan y del director-productor Mansoor Khan, y es el nieto del director-productor Nasir Hussain. Él apareció como actor infantil en los filmes Qayamat Se Qayamat Tak (1988) y Jo Jeeta Wohi Sikander (1992).
Khan hizo su primer debut como adulto en 2008 con la comedia romántica Jaane Tu... Ya Jaane Na, que fue un éxito en críticas y en ventas. Su actuación en la película le valió el Premio filmfare a mejor actor en debut masculino. Después de fracasar en sus siguientes dos películas, Khan se da de baja por los medios, llamándolo "Una maravilla de película". Él después protagonizó una serie de películas de éxito comercial como I Hate Luv Storys (2012), Delhi Belly (2011), Mere Brother Ki Dulhan (2011) y Ek Main Aur Ekk Tu (2012).
Khan es considerado como una de las celebridades más populares, guapos y con gran estilo de la India. Él es un activista social, y ha escrito columnas para The Hindustan Times. Él es un partidario de PETA, apareciendo en eventos organizados por el grupo. Está casado con Avantika Malik desde enero de 2011, después de una relación de diez años.

## Películas

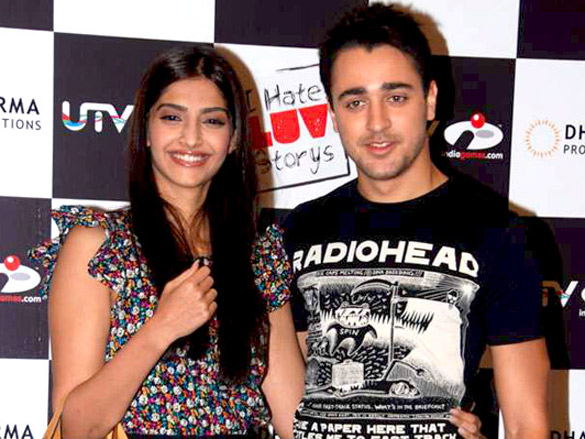
Imran Khan con Sonam Kapoor en la promoción de la película I Hate Luv Storys (2010)

| Año  | Película                | Papel                    | Otras notas                    |
| ---- | ----------------------- | ------------------------ | ------------------------------ |
| 1988 | Qayamat Se Qayamat Tak  | Joven Raj                | Actor infantil                 |
| 1992 | Jo Jeeta Wohi Sikander  | Joven Sanjaylal          | Actor infantil                 |
| 2008 | Jaane Tu... Ya Jaane Na | Jai Singh Rathore (Rats) | Filmfare Best Male Debut Award |
| 2008 | Kidnap                  | Kabir Sharma             |                                |
| 2009 | Luck                    | Ram Mehra                |                                |
| 2010 | I Hate Luv Storys       | Jay Dhingraa             |                                |
| 2010 | Break Ke Baad           | Abhay Gulati             |                                |
| 2011 | Badrinath               | Cameo                    | Telugu                         |
| 2011 | Delhi Belly             |                          |                                |
| 2011 | Mere Brother Ki Dulhan  |                          |                                |
| 2011 | Short Term Shaadi       |                          |                                |